# Drymonia tomentulifera
Drymonia tomentulifera är en tvåhjärtbladig växtart som beskrevs av Kriebel. Drymonia tomentulifera ingår i släktet Drymonia och familjen Gesneriaceae. Inga underarter finns listade i Catalogue of Life.